# Louches
Louches est une commune française située dans le département du Pas-de-Calais en région Hauts-de-France. Ses habitants sont appelés les Louchois. La commune est membre de la communauté de communes Pays d'Opale.

## Géographie

### Localisation
Localisée dans le nord du département du Pas-de-Calais, Louches est une commune située, à vol d'oiseau, à 7 km au sud-ouest de la commune d'Audruicq et à 17 km au sud-est de la commune de Calais (chef-lieu d'arrondissement).
Le territoire de la commune est limitrophe de ceux de huit communes.
Les communes limitrophes sont Autingues, Ardres, Brêmes, Clerques, Landrethun-lès-Ardres, Nielles-lès-Ardres, Tournehem-sur-la-Hem et Zutkerque.

### Géologie et relief
La superficie de la commune est de 12,83 km2 ; son altitude varie de 8  à   166 m.

### Hydrographie
Le territoire de la commune est situé dans le bassin Artois-Picardie.
Le territoire communal est drainé par la rivière de Nielles, un cours d'eau naturel non navigable de 7,8 km, prend sa source dans la commune et se jette dans le canal de Calais au niveau de la commune d'Ardres, et par le Woohay, d'une longueur de 2,7 km.

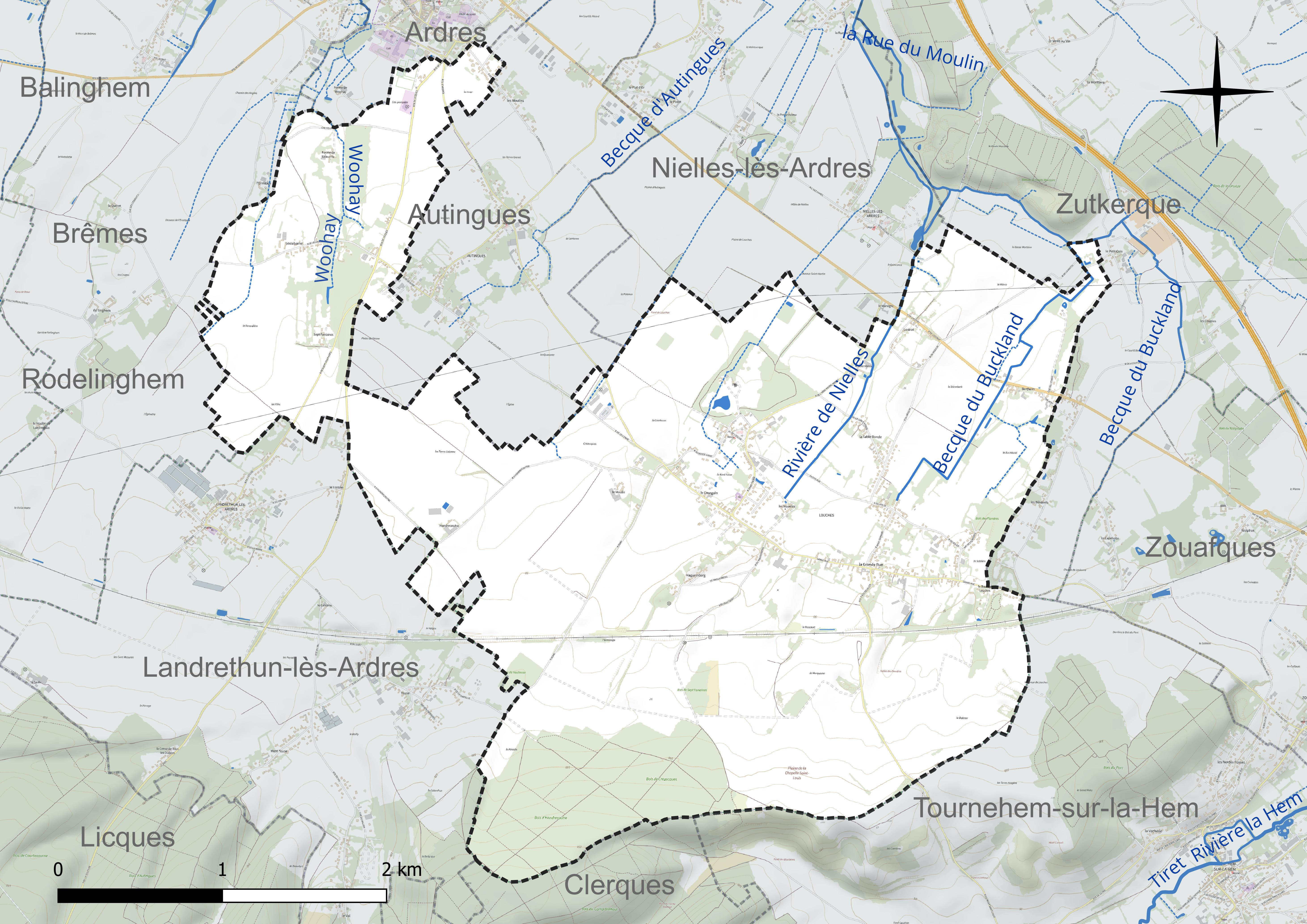
Réseau hydrographique de Louches.

### Climat
Pour des articles plus généraux, voir Climat des Hauts-de-France et Climat du Nord-Pas-de-Calais.
En 2010, le climat de la commune est de type climat océanique franc, selon une étude du CNRS s'appuyant sur une série de données couvrant la période 1971-2000. En 2020, Météo-France publie une typologie des climats de la France métropolitaine dans laquelle la commune est exposée à un climat océanique et est dans la région climatique Côtes de la Manche orientale, caractérisée par un faible ensoleillement (1 550 h/an) ; forte humidité de l’air (plus de 20 h/jour avec humidité relative > 80 % en hiver), vents forts fréquents.
Pour la période 1971-2000, la température annuelle moyenne est de 10,5 °C, avec une amplitude thermique annuelle de 13 °C. Le cumul annuel moyen de précipitations est de 890 mm, avec 12,1 jours de précipitations en janvier et 8,1 jours en juillet. Pour la période 1991-2020, la température moyenne annuelle observée sur la station météorologique la plus proche, située sur la commune de Licques à 7 km à vol d'oiseau, est de 10,5 °C et le cumul annuel moyen de précipitations est de 1 138,1 mm,. Pour l'avenir, les paramètres climatiques de la commune estimés pour 2050 selon différents scénarios d'émission de gaz à effet de serre sont consultables sur un site dédié publié par Météo-France en novembre 2022.

### Paysages
Pour un article plus général, voir Paysage en France.
La commune s'inscrit dans les « paysages des coteaux calaisiens et du pays de Licques » tels qu'ils sont définis dans l'atlas de paysages de la région Nord-Pas-de-Calais, conçu par la direction régionale de l'Environnement, de l'Aménagement et du Logement (DREAL),.
Ces « paysages des coteaux calaisiens et du pays de Licques » concernent 56 communes du Pas-de-Calais. Ces paysages s'étendent sur environ 30 km de long (est-ouest) et 15 km de large (nord-sud) et présentent deux sous-ensembles : les coteaux calaisiens au nord et le pays de Licques au sud. Les altitudes de ces paysages varient de 206 m dans le Pays de Licques, à 120 m dans l’ouest des coteaux Calaisiens, près de Guînes, et à 10 m dans l'est, près d'Audruicq.
Ces paysages recouvrent trois entités écopaysagères : les collines guînoises qui constituent le rebord septentrional de l'Artois, l'entité de Bredenarde qui appartient à la plaine maritime flamande, et la cuvette de Licques. Ils sont constitués de 59,70 % de cultures, de 17,30 % de forêts, de 15,11 % de prairies naturelles, permanentes, de 7,45 % d'espaces artificialisés, avec les quatre principales communes que sont Audruicq, Ardres, Guînes et Licques, de 0,27 % d'industries, et de 0,18 % de cours d'eau et plan d'eau.
Les éléments structurants de ces paysages sont la LGV Nord et l'A26, la rivière la Hem qui coule du sud vers le nord-est, les escarpements sur les coteaux du Calaisis et autour du pays de Licques et, d'ouest en est, les différents boisements comme la forêt de Guînes, le bois de l'Abbaye, la forêt de Tournehem et une partie de la forêt d'Éperlecques.

### Milieux naturels et biodiversité

#### Zones naturelles d'intérêt écologique, faunistique et floristique
L’inventaire des zones naturelles d'intérêt écologique, faunistique et floristique (ZNIEFF) a pour objectif de réaliser une couverture des zones les plus intéressantes sur le plan écologique, essentiellement dans la perspective d’améliorer la connaissance du patrimoine naturel national et de fournir aux différents décideurs un outil d’aide à la prise en compte de l’environnement dans l’aménagement du territoire.
Le territoire communal comprend trois ZNIEFF de type 1 : 
- la couronne boisée au nord de Licques. Cette ZNIEFF boisée marque la partie nord de la cuesta du pays de Licques, dernier contrefort des collines crayeuses de l’Artois avant la plaine maritime flamande[14] ;
- les prairies et bois de Lostebarne-Woohay. Cette ZNIEFF, située entre les collines du pays de Licques et la plaine maritime flamande, permet la présence d’un réseau hydrographique riche et diversifié[15] ;
- le mont de Guémy, d’une superficie de 176 ha et d'une altitude variant de 50  à   127 mètres. Le mont forme un promontoire de craie dominant la plaine maritime flamande et marque la fin des collines de l'Artois[16].

et une ZNIEFF de type 2 : la boutonnière de pays de Licques. Cette ZNIEFF, de 17 830 ha, s'étend sur 43 communes.

Carte des ZNIEFF de type 1 et 2 sur la commune
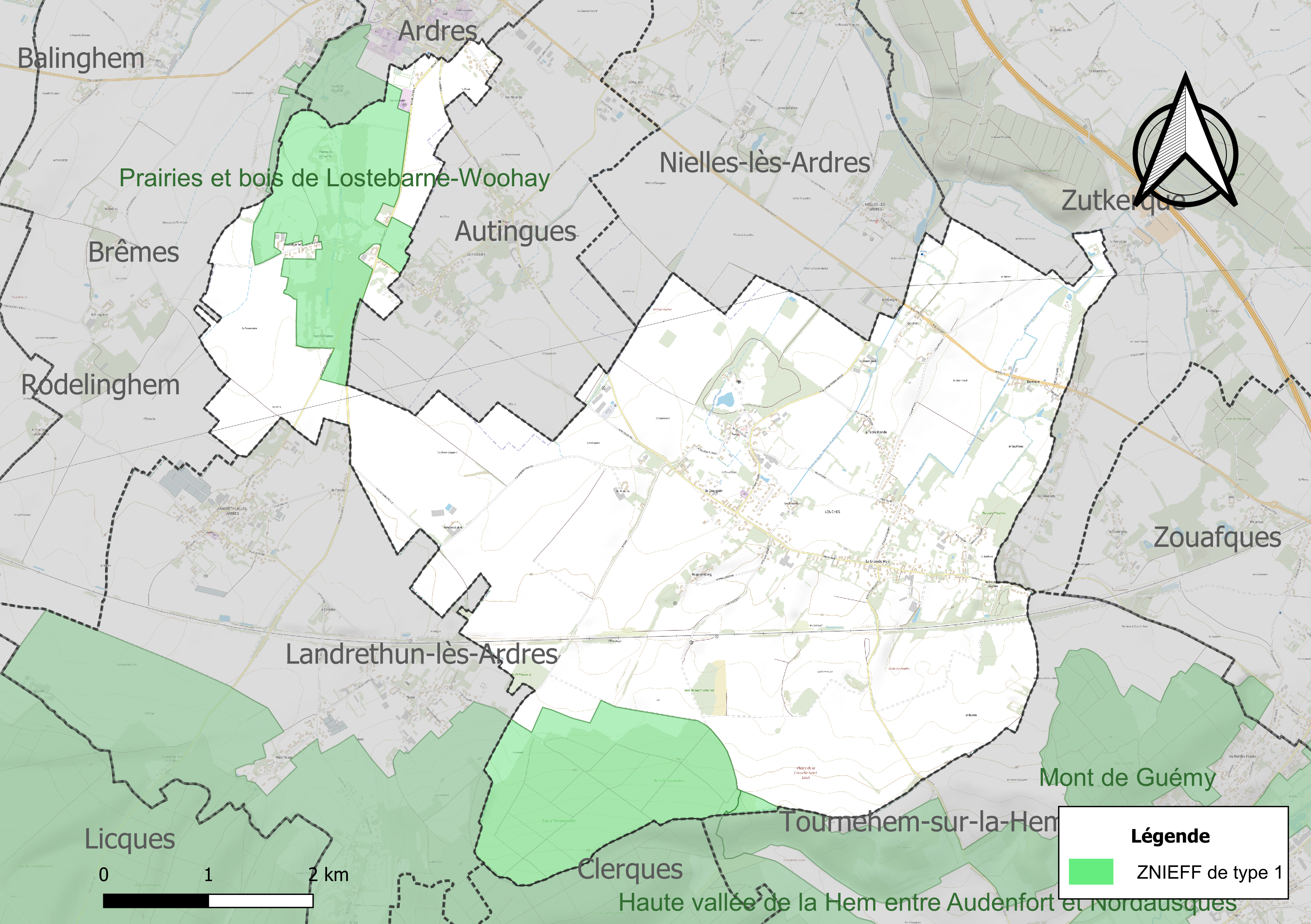
Carte des ZNIEFF de type 1 sur la commune.
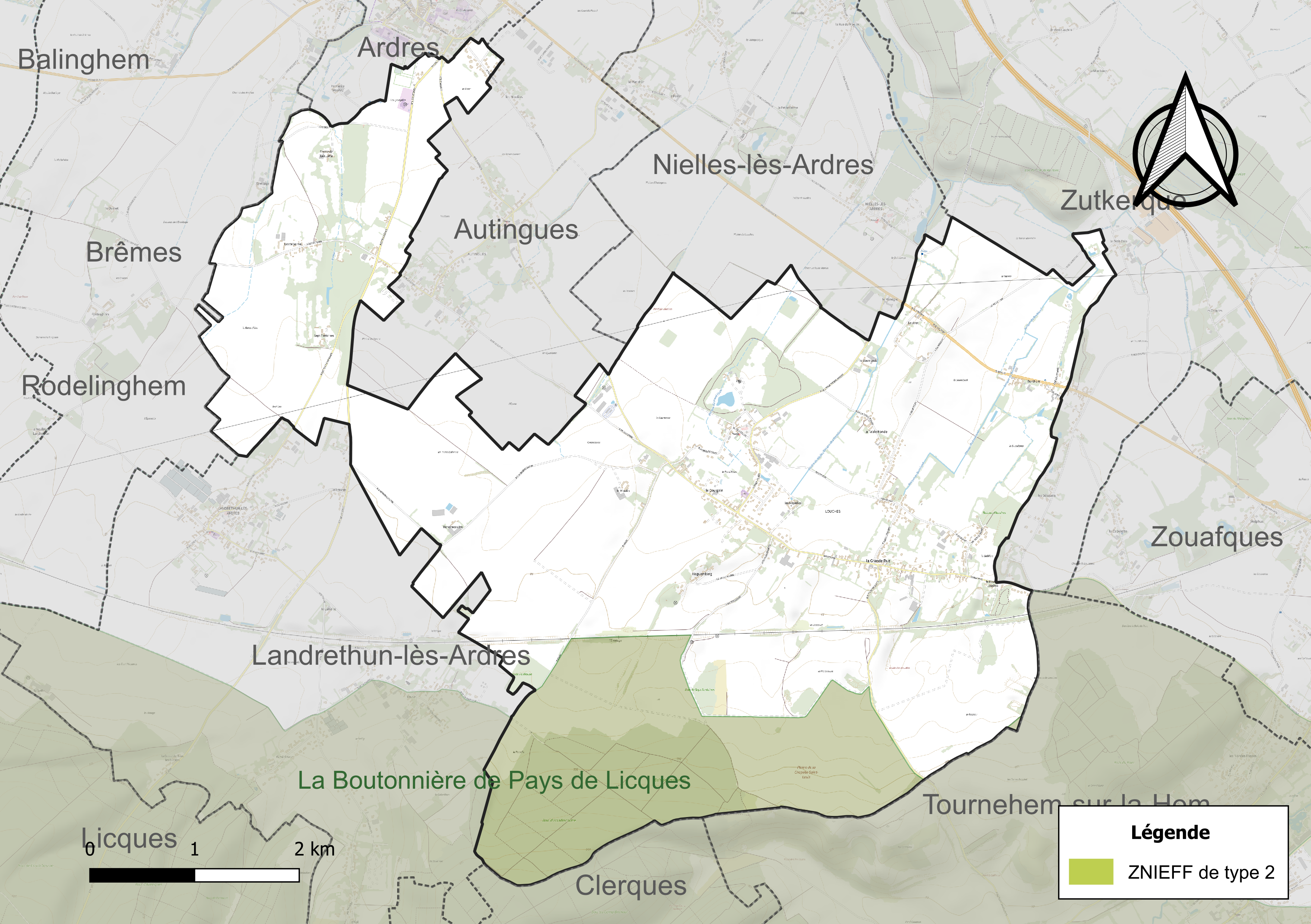
Carte de la ZNIEFF de type 2 sur la commune.

#### Inventaire national du patrimoine géologique
Sur le territoire communal se trouve le site des sources artésiennes et « trous sans fond » dans la région d'Ardres qui est inscrit à l'inventaire national du patrimoine géologique.

#### Site Natura 2000
Le réseau Natura 2000 est un réseau écologique européen de sites naturels d’intérêt écologique élaboré à partir des directives « habitats » et « oiseaux ». Ce réseau est constitué de zones spéciales de conservation (ZSC) et de zones de protection spéciale (ZPS). Dans les zones de ce réseau, les États membres s'engagent à maintenir dans un état de conservation favorable les types d'habitats et d'espèces concernés, par le biais de mesures réglementaires, administratives ou contractuelles.
Sur la commune, un site Natura 2000 de type B est défini en site d'importance communautaire (SIC) : les pelouses et bois neutrocalcicoles des cuestas du Boulonnais et du Pays de Licques et la forêt de Guines.

#### Espèces faunistiques et floristiques
L’Inventaire national du patrimoine naturel (INPN) recense plusieurs espèces faunistiques et floristiques sur le territoire de la commune dont certaines sont protégées et d’autres menacées et quasi-menacées.

## Urbanisme

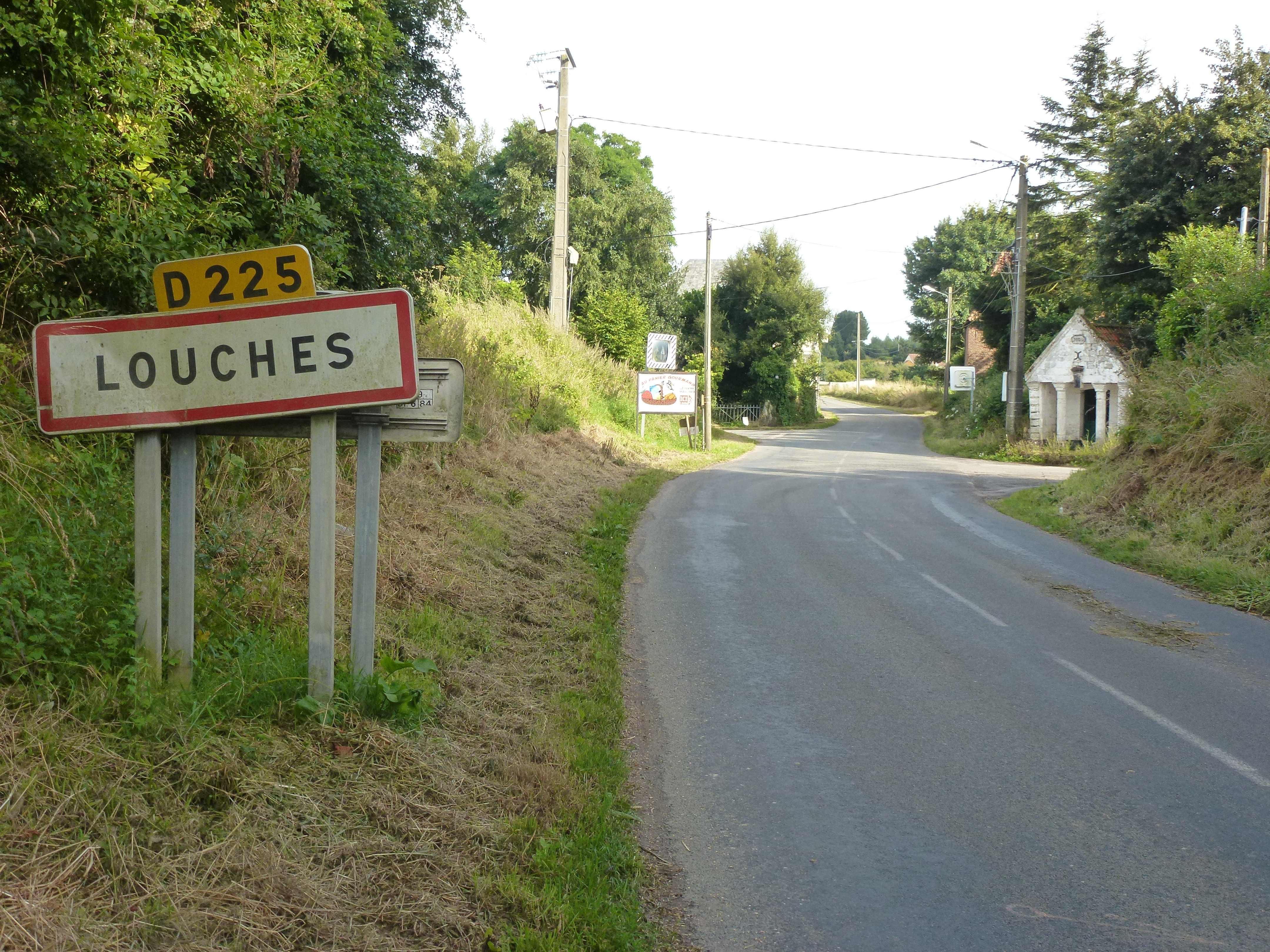
Une entrée de la commune.

### Typologie
Au 1er janvier 2024, Louches est catégorisée commune rurale à habitat dispersé, selon la nouvelle grille communale de densité à sept niveaux définie par l'Insee en 2022.
Elle est située hors unité urbaine. Par ailleurs la commune fait partie de l'aire d'attraction de Calais, dont elle est une commune de la couronne,. Cette aire, qui regroupe 45 communes, est catégorisée dans les aires de 50 000 à moins de 200 000 habitants,.

### Occupation des sols
L'occupation des sols de la commune, telle qu'elle ressort de la base de données européenne d’occupation biophysique des sols Corine Land Cover (CLC), est marquée par l'importance des territoires agricoles (83,7 % en 2018), en diminution par rapport à 1990 (86,7 %). La répartition détaillée en 2018 est la suivante : 
terres arables (70,3 %), forêts (10,9 %), zones agricoles hétérogènes (7,1 %), prairies (6,4 %), zones urbanisées (5,4 %). L'évolution de l’occupation des sols de la commune et de ses infrastructures peut être observée sur les différentes représentations cartographiques du territoire : la carte de Cassini (XVIIIe siècle), la carte d'état-major (1820-1866) et les cartes ou photos aériennes de l'IGN pour la période actuelle (1950 à aujourd'hui).

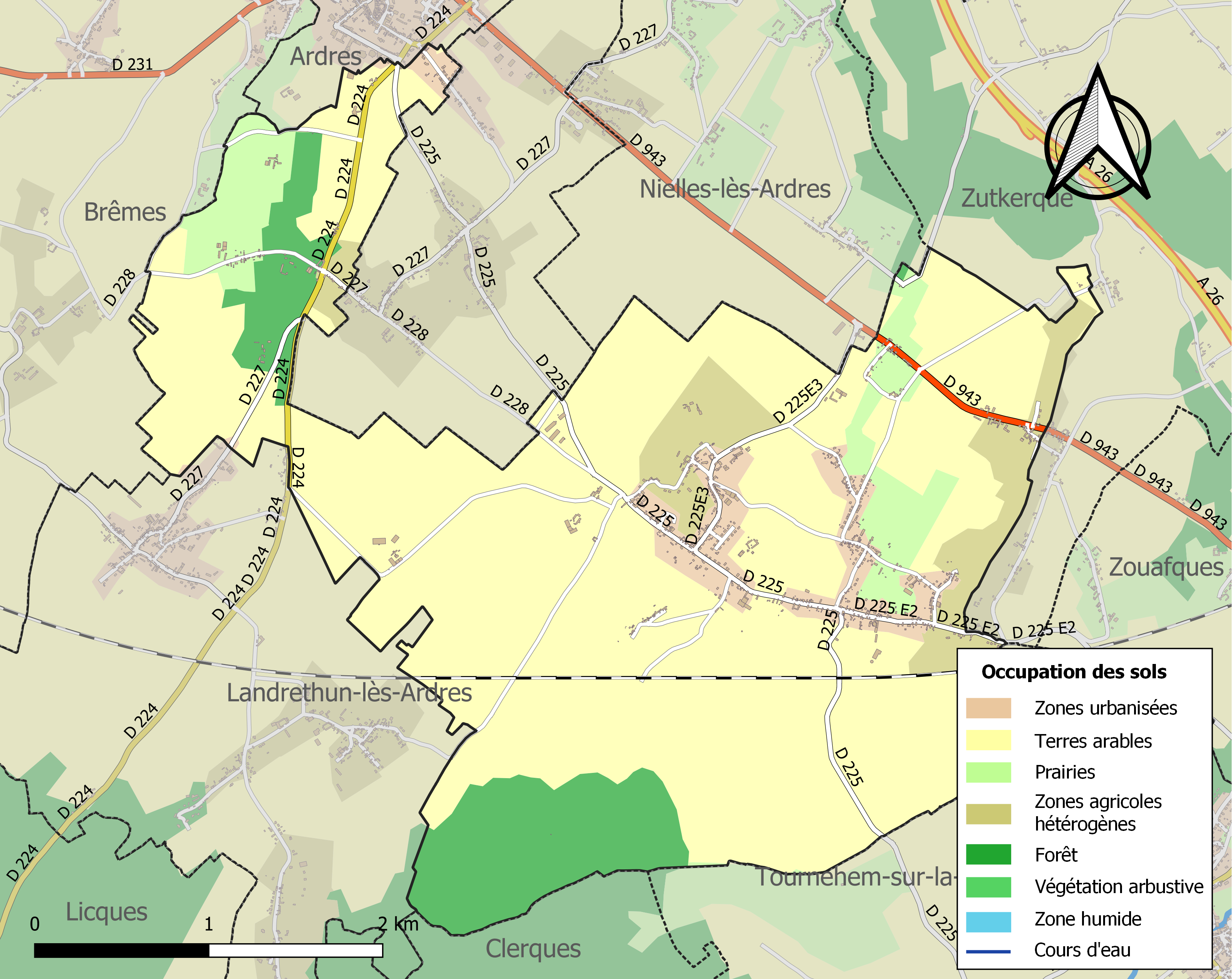
Carte des infrastructures et de l'occupation des sols de la commune en 2018 (CLC).

## Toponymie
- Lotersa et Lotenes (1084), Lothese (1119), Lutesse (1122), Lotese (1145), Loteza (1157), Lothessa (1179), Loutesse (XIIe siècle), Lots (1200), Lotessa (1210), Lotissa (1225), Lokes et Louces (XIIIe siècle), Loches (1302), Loucez (1358), Louches (1473)[27].

Lotesse en flamand.

## Histoire
Au Moyen-Âge, la seigneurie de Loctebarne, ou Lostebarne, située sur le territoire de Louches, était une des onze ou douze pairies du comté de Guînes.
Dans le manoir du Rouge-Camp, Nicolas le Gouge reçut Louis XIV et Mazarin en 1658.
Antoine Joseph Donjon est seigneur de Saint-Martin-les-Louches en 1755. Il remplit la fonction de trésorier provincial des fortifications au département d'Artois. Il bénéficie le 10 décembre 1755 d'une sentence de noblesse, en même temps que son frère Charles Emmanuel Donjon, écuyer, receveur ancien et alternatif des tailles de l'élection d'Evaux où il demeure, et que sa sœur Marie Joseph Donjon. Tous sont les enfants d'Antoine Donjon, greffier du gros à Saint-Omer, nommé secrétaire du roi en la chancellerie du conseil d'Artois le 21 juin 1731, mort en exercice, à Saint-Omer, paroisse de Saint-Denis le 6 août 1737 et de Jacqueline Joseph Fertel.
De 1961 à 1992, le poste de conseiller général du canton d'Ardres était détenu par le maire de Louches.
Par arrêté préfectoral du 20 décembre 2016, la commune est détachée le 1er janvier 2017 de l'arrondissement de Saint-Omer pour intégrer l'arrondissement de Calais.

## Politique et administration

### Découpage territorial
La commune se trouve dans l'arrondissement de Calais du département du Pas-de-Calais.

#### Commune et intercommunalités
La commune est membre de la communauté de communes Pays d'Opale qui regroupe 23 communes et compte 25 186 habitants en 2021.

#### Circonscriptions administratives
La commune est rattachée au canton de Calais-2.

#### Circonscriptions électorales
Pour l'élection des députés, la commune fait partie de la sixième circonscription du Pas-de-Calais.

### Élections municipales et communautaires

#### Liste des maires
| Période                                  | Période                    | Identité                       | Étiquette | Qualité                                                         |
| ---------------------------------------- | -------------------------- | ------------------------------ | --------- | --------------------------------------------------------------- |
| Les données manquantes sont à compléter. |                            |                                |           |                                                                 |
|                                          |                            | Antoine Lesage                 |           |                                                                 |
|                                          | 1865                       | Jean-Baptiste Brémart          |           |                                                                 |
| 1865                                     | 1882                       | Raimond Brémart                |           | Conseiller Général du canton d'Ardres (1865-1882)               |
| 1882                                     | 1885                       | Edmond Brémart                 |           | Conseiller Général du canton d'Ardres (1882-1885)               |
| 1885                                     | 10 décembre 1919           | Paul Brémart                   |           | Conseiller Général du canton d'Ardres (1885-1919)               |
| 10 décembre 1919                         | 25 octobre 1944            | Gabriel Donjon de Saint-Martin |           | Conseiller Général du canton d'Ardres (1919-1944)               |
| 25 octobre 1944                          | 13 mai 1955                | Albert Banquart                |           | Adjoint faisant fonction de Maire en 1944, puis Maire           |
| 13 mai 1955                              | 28 mars 1965               | Gaston Déclemy                 | Ind.      | Conseiller Général du canton d'Ardres (1946-1961)               |
| 28 mars 1965                             | 23 mars 2001               | Albert Stoclin                 | UDF-PR    | Conseiller Général du canton d'Ardres (1961-1992)               |
| 23 mars 2001                             | 22 mars 2008               | Henri Boulanger                |           |                                                                 |
| 22 mars 2008                             | En cours (au 25 mars 2022) | Franck Delabasserue            |           | Réélu pour le mandat 2014-2020, Réélu pour le mandat 2020-2026, |

## Population et société

### Démographie
Les habitants sont appelés les Louchois.

#### Évolution démographique
L'évolution du nombre d'habitants est connue à travers les recensements de la population effectués dans la commune depuis 1793. Pour les communes de moins de 10 000 habitants, une enquête de recensement portant sur toute la population est réalisée tous les cinq ans, les populations de référence des années intermédiaires étant quant à elles estimées par interpolation ou extrapolation. Pour la commune, le premier recensement exhaustif entrant dans le cadre du nouveau dispositif a été réalisé en 2005.

En 2022, la commune comptait 948 habitants, en évolution de −0,32 % par rapport à 2016 (Pas-de-Calais : −0,72 %, France hors Mayotte : +2,11 %).
| 1793 | 1800 | 1806 | 1821 | 1831 | 1836 | 1841 | 1846 | 1851 |
| ---- | ---- | ---- | ---- | ---- | ---- | ---- | ---- | ---- |
| 788  | 837  | 921  | 989  | 835  | 848  | 833  | 834  | 792  |

| 1856 | 1861 | 1866 | 1872 | 1876 | 1881 | 1886 | 1891 | 1896 |
| ---- | ---- | ---- | ---- | ---- | ---- | ---- | ---- | ---- |
| 779  | 826  | 860  | 845  | 833  | 846  | 817  | 792  | 823  |

| 1901 | 1906 | 1911 | 1921 | 1926 | 1931 | 1936 | 1946 | 1954 |
| ---- | ---- | ---- | ---- | ---- | ---- | ---- | ---- | ---- |
| 769  | 810  | 821  | 766  | 736  | 691  | 703  | 666  | 668  |

| 1962 | 1968 | 1975 | 1982 | 1990 | 1999 | 2005 | 2006 | 2010 |
| ---- | ---- | ---- | ---- | ---- | ---- | ---- | ---- | ---- |
| 682  | 696  | 701  | 677  | 722  | 733  | 802  | 832  | 930  |

| 2015 | 2020 | 2022 | - | - | - | - | - | - |
| ---- | ---- | ---- | - | - | - | - | - | - |
| 946  | 945  | 948  | - | - | - | - | - | - |

#### Pyramide des âges
En 2018, le taux de personnes d'un âge inférieur à 30 ans s'élève à 36,5 %, soit en dessous de la moyenne départementale (36,7 %). De même, le taux de personnes d'âge supérieur à 60 ans est de 20,7 % la même année, alors qu'il est de 24,9 % au niveau départemental.
En 2018, la commune comptait 487 hommes pour 468 femmes, soit un taux de 50,99 % d'hommes, largement supérieur au taux départemental (48,50 %).
Les pyramides des âges de la commune et du département s'établissent comme suit.
| Hommes | Classe d’âge | Femmes |
| ------ | ------------ | ------ |
| 0,0    | 90 ou +      | 0,9    |
| 5,0    | 75-89 ans    | 5,6    |
| 12,9   | 60-74 ans    | 17,3   |
| 24,3   | 45-59 ans    | 21,2   |
| 19,9   | 30-44 ans    | 20,1   |
| 18,7   | 15-29 ans    | 14,7   |
| 19,3   | 0-14 ans     | 20,3   |

| Hommes | Classe d’âge | Femmes |
| ------ | ------------ | ------ |
| 0,5    | 90 ou +      | 1,6    |
| 5,6    | 75-89 ans    | 8,9    |
| 16,7   | 60-74 ans    | 18,1   |
| 20,2   | 45-59 ans    | 19,2   |
| 18,9   | 30-44 ans    | 18,1   |
| 18,2   | 15-29 ans    | 16,2   |
| 19,9   | 0-14 ans     | 17,9   |

## Culture locale et patrimoine

### Lieux et monuments

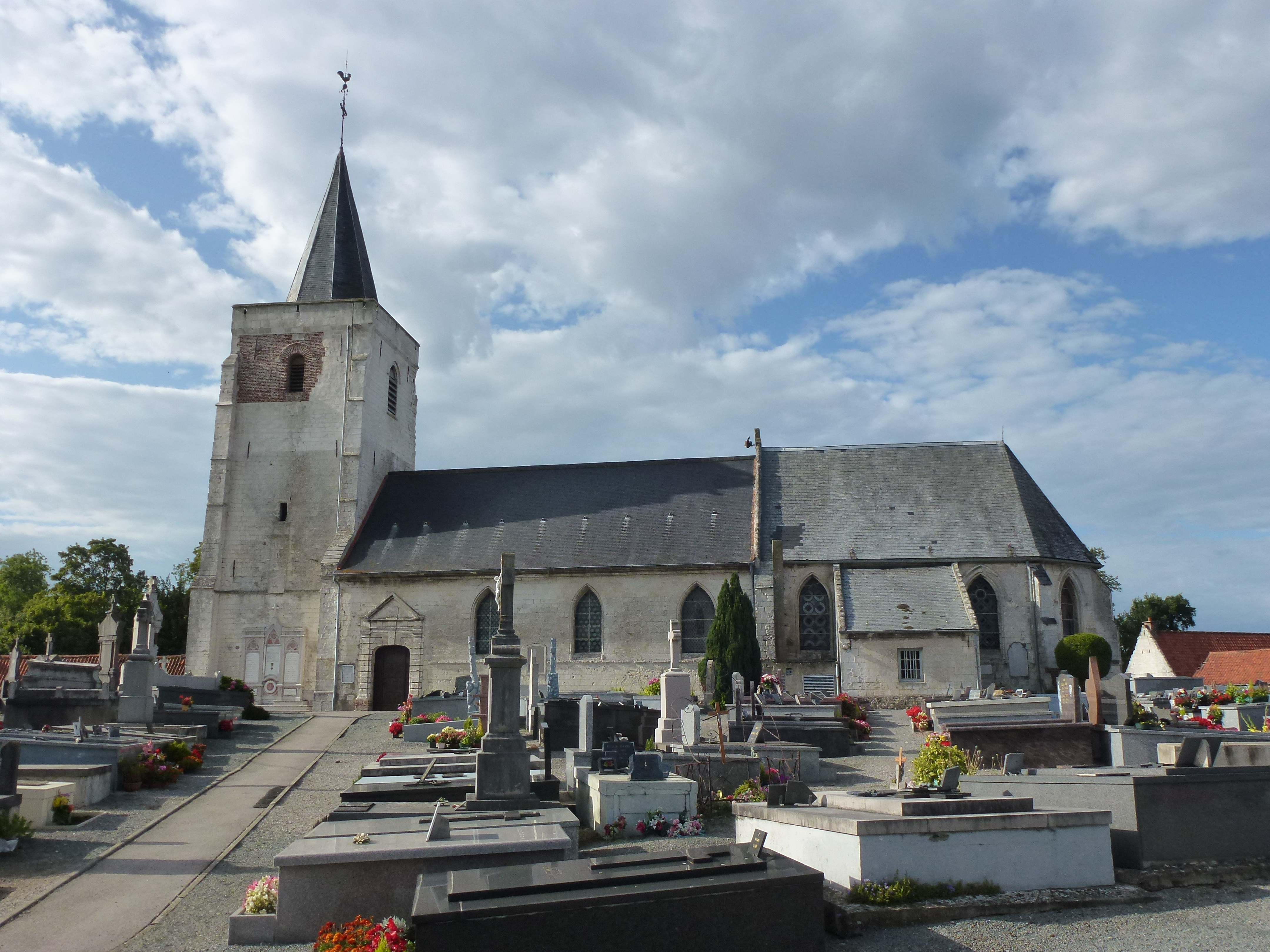
L'église Saint-Omer.

- L'église Saint-Omer. On ne sait pas vraiment à quelle époque a été construite l’église. Mais la base de la tour du clocher qui est romane laisse supposer qu’elle fut bâtie vers les XIIe – XIIIe siècles. Néanmoins l’église, ruinée par les guerres, fut reconstruite en 1682-1683 par Thomas le Secq de Launay (seigneur de Saint-Martin) et son épouse Marguerite-Marie. La plaque en cuivre fixée dans la nef atteste cela. C’est également lui qui offrît le grand bénitier en marbre noir et pierre de Marquise. Sur le pied, on remarque les armoiries de la famille Le Secq de Launay. Il est classé  monument historique depuis le 23 janvier 1958.

La tribune, la grotte de Notre-Dame-de-Lourdes et le chemin de croix ont été installés en 1892, à la demande de monsieur l’abbé Emile Occre. Au-dessus de la tribune, l’archange Gabriel fut offert en 1946 par la famille Ringot, en l’honneur du mariage de Joseph Ringot avec Marie-Louise Delabasserue.
En 1855, furent posés les vitraux du chœur. Monsieur Marcotte de Noyelles offrit le vitrail de dédié à saint Omer. Monsieur Charles Donjon de Saint-Martin donna celui dédié à sainte Marguerite, sainte patronne de son épouse décédée un an après leur mariage.
En 1872, fut renouvelé le carrelage de l’église. L’autel de fonte et de bois, réalisé par les Dueel (qui étaient des maîtres de forge à Paris) a été offert par la famille Donjon de Saint-Martin. Il fut consacré le 27 juillet 1874 par Mgr Lequette, évêque d’Arras. À cette occasion, furent notamment offerts :
- - La pierre de l’autel par monsieur Emmery de Sept-Fontaines,
  - La croix du tabernacle par monsieur Marcotte de Noyelles,
  - Les six chandeliers par monsieur Brémart, maire de Louches,
  - Les canons (ce sont les livres bibliques) par monsieur d’Offray,
  - La lampe du sanctuaire par monsieur de Boislecomte (ce n’est plus celle en place naturellement)

Les vitraux furent offerts par les familles Brémart, Ringot et Donjon de Saint-Martin.
Les fonts baptismaux qui sont du XIIIe siècle ont été classés monument historique le 1er septembre 1911. Le 15 janvier 1974, ont été inscrits à la liste supplémentaire des monuments historiques :  les autels latéraux (XVIIe siècle), les statues de la vierge et de sainte Anne (XVIIIe siècle), de saint Antoine (XVIe siècle), de saint Roch (XVIIe siècle), la plaque de cuivre de Thomas le Secq de Launay (1683), la plaque de l’abbé Martre (décédé en 1815), la plaque à l’extérieur de l’abbé Guilbert (décédé en 1763), la cloche refondue en 1877, et l’encensoir (qui est une réplique de l’encensoir roman du musée de Lille).

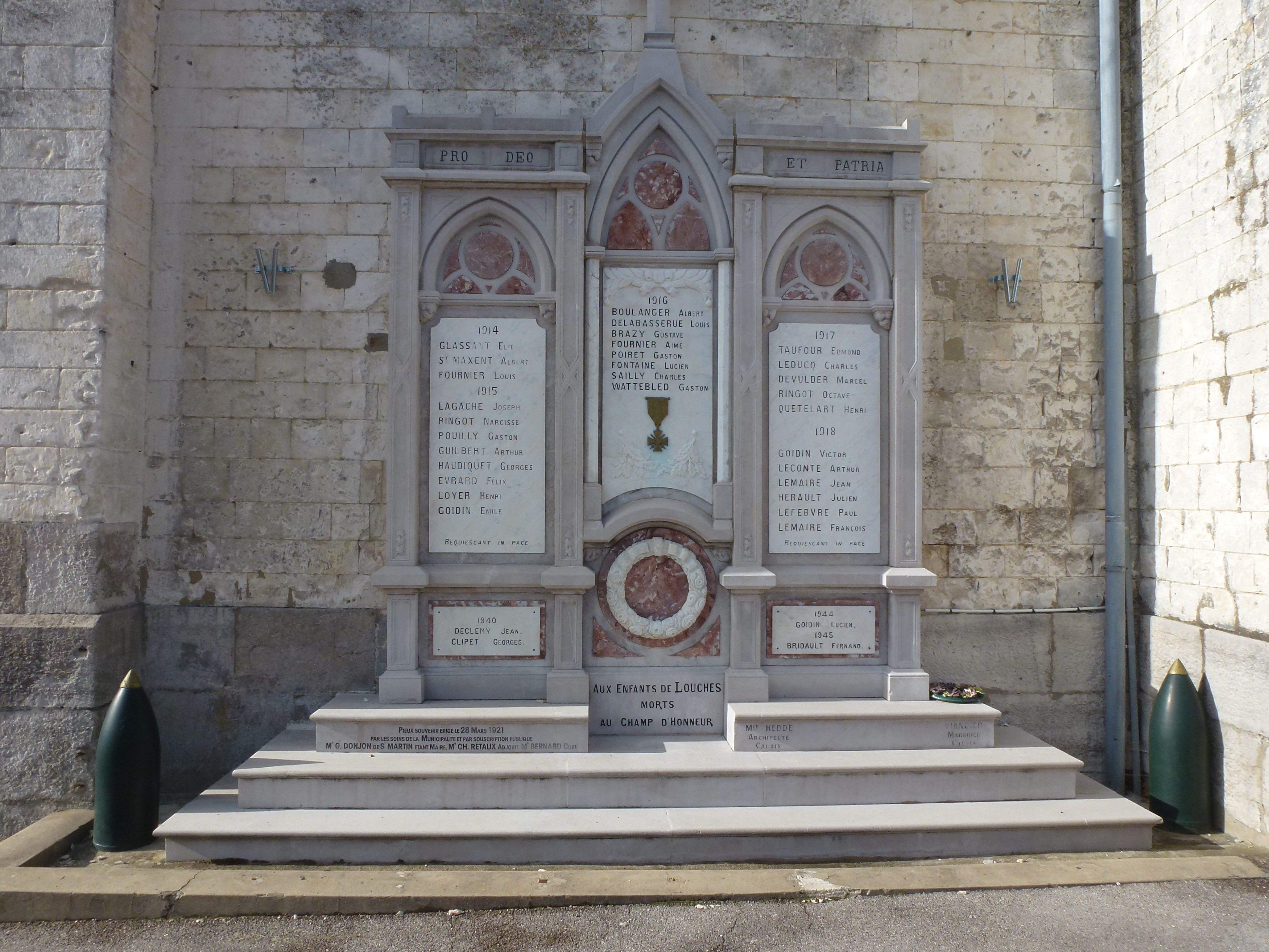
Le monument aux morts.

En 1975, les statues ont été restaurées.
- La chapelle du Rosaire (privée).
- La chapelle du Rouge-Camp (privée).
- La chapelle de Leauette (située à Lostebarne, privée)
- La chapelle Saint-Benoit (installée au hameau du Haguemberg).
- * Le monument aux morts, surmonté d'une croix latine[44]. Celui-ci a été restauré en 2010 par la municipalité. Les barrières l'entourant ont été retirées, laissant ainsi resplendir le monument.

### Héraldique
| Blason de Louches | Blason  | De gueules à une croix alésée d'argent à 2 traverses égales.                                  |
| Blason de Louches | Détails | Inspiré des armes de la ville de Saint-Omer. Le statut officiel du blason reste à déterminer. |

## Pour approfondir

#### Bases de données, dictionnaires et encyclopédies
- Ressources relatives à la géographie :   - Insee (communes)
  - Ldh/EHESS/Cassini
- Ressource relative à plusieurs domaines :   - Annuaire du service public français
- Notices d'autorité :   - BnF (données)

#### Autres liens externes
- Dossier de la commune sur le site de l'Insee[Note 7], [lire en ligne]
- La commune sur le site des archives départementales du Pas-de-Calais, [lire en ligne]
- La commune sur Remonter le temps, sur le site de l’IGN, [lire en ligne][Note 8]
- « Louches » sur Géoportail.